# Bortelsee
Bortelsee é um reservatório no município de Brig nas vizinhanças de Valais, Suíça. O reservatório foi construído em 1989.